# Věžnice (okres Havlíčkův Brod)
Věžnice (německy Weznitz) je obec v okrese Havlíčkův Brod v Kraji Vysočina. Žije zde 450 obyvatel.
V roce 2015 získala obec ocenění v soutěži Vesnice Vysočiny 2015, konkrétně obdržela diplom za systematický rozvoj obce. V roce 2017 získala obec ocenění v soutěži Vesnice Vysočiny 2017, konkrétně obdržela Diplom za propojení generací. V roce 2018 získala obec ocenění v soutěži Vesnice Vysočiny 2018, konkrétně obdržela Cenu naděje pro živý venkov.

## Geografie
Obec se nachází asi 4 km severozápadně od Polné v údolí řeky Šlapanky v území od samoty u rybníka Kukle až ke kamennému mostu v blízkosti mlýna Lutrián. Obcí prochází silnice III. třídy. Území obce se skládá ze dvou katastrálních území, Dolní Věžnice a Horní Věžnice.

## Historie
Vesnice vznikla spojením tří původních osad Horní, Prostřední a Dolní Věžnice (též Věžnice za Borem), z tohoto důvodu se dodnes někdy používá i názvu Trojí Věžnice.

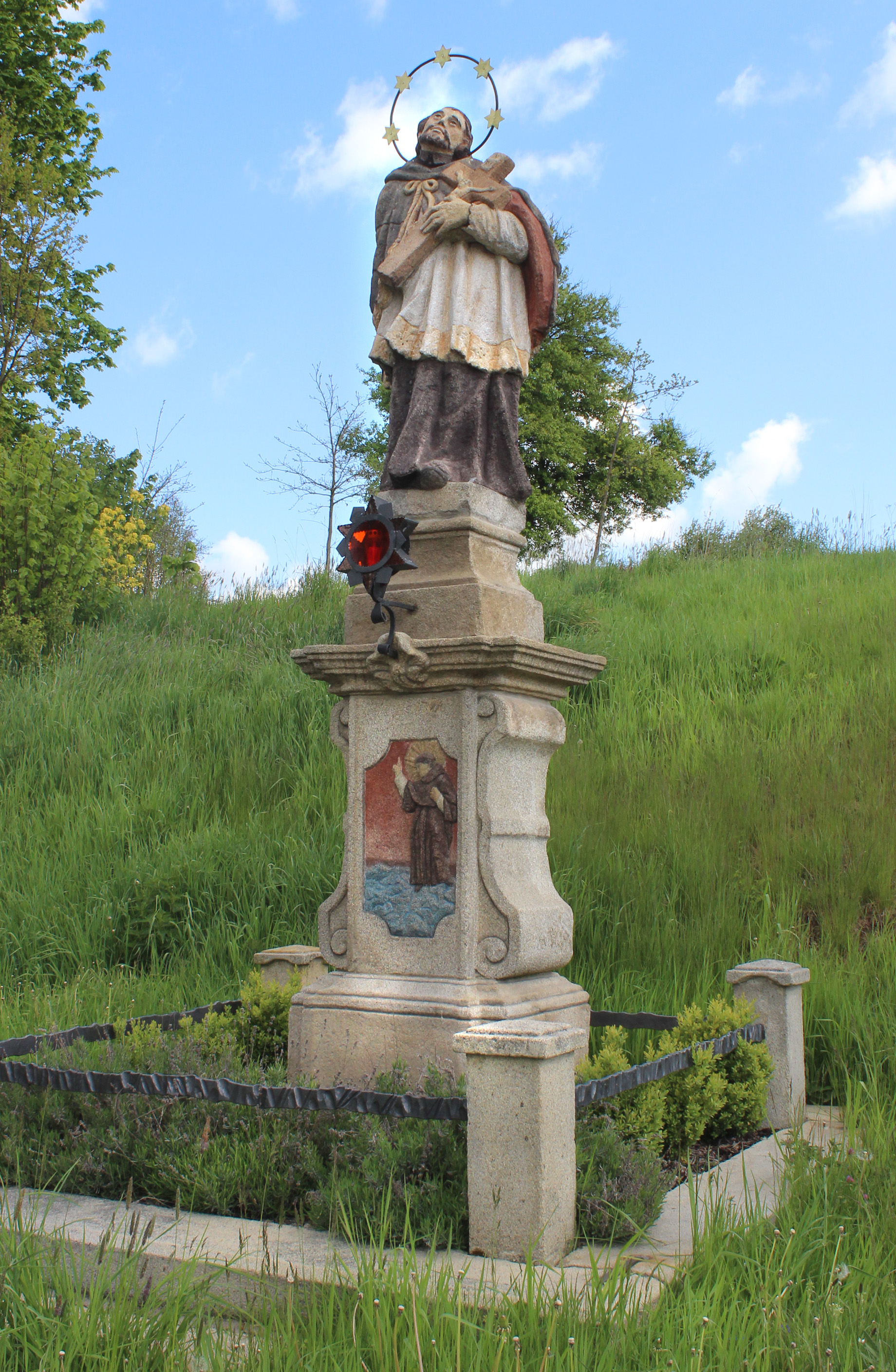
Socha sv. Jana Nepomuckého před školou

Horní a Dolní Věžnice byly založeny jako strážní osady na obchodní stezce z Brna do Prahy[zdroj?] přibližně v I. polovině 13. století. Zdejší strážní věže, podle kterých také obec dostala název „Věžnice“, měly údajně sloužit jako světelné majáky pomáhající putujícím kupcům. Pozitivní vliv na osidlování měla okolní těžba stříbrné rudy, což potvrzuje místní název části obce nazvané „Na Šachtě“. Zmínka o Horní Věžnici pochází z kupní smlouvy Čeňka z Lípy z roku 1356. Od roku 1356 patřila obec k polenskému panství pod názvem Wezenicz. V Horní a Prostřední Věžnici žilo převážně české obyvatelstvo, Dolní Věžnici osídlili němečtí kolonisté z Bavorska. Nejstarší písemná zmínka o Prostřední Věžnici se objevuje v kupní smlouvě Hertvíka Žejdlice z roku 1597. V 70. letech 18. století postavili v Dolní Věžnici německou školu, kam ovšem docházely i české děti. Českou školu vybudovali roku 1884 v Horní Věžnici. Až do roku 1850 patřila obec k polenskému panství. Na přelomu 19. a 20. století zde fungovaly tři mlýny, pila a výrobna šindele. Obyvatelstvo patřilo převážně k německé národnosti, a proto se často používaly názvy Wieznitz, Veschnitz či počeštěný Wěžnitz. Od roku 1925 se píše obecní kronika, kdy také došlo ke sloučení tří Věžnic a zavedení jednotného názvu Věžnice, stalo se tak na žádost obecního úřadu Horní Věžnice a spolku na podporu české menšiny v německých oblastech - Národní jednoty pošumavské. Po roce 1945 bylo německé obyvatelstvo vysídleno.
| Rok            | 1850 | 1869 | 1880 | 1890 | 1900 | 1910 | 1921 | 1930 | 1950 | 1961 | 1970 | 1980 | 1991 | 2001 | 2006 | 2015 |
| Počet obyvatel | 458  | 566  | 559  | 551  | 599  | 596  | 595  | 599  | 414  | 413  | 403  | 421  | 421  | 402  | 402  | 427  |

## Ekonomika
Pole okolo obce obhospodařuje 7 soukromých rolníků, sídlo zde má stavební firma, společnost zabývající se nákladní autodopravou, uhelné sklady, nakladatelství s vydavatelstvím, finanční poradce. Z řemeslníků tu pracuje truhlář, autoopravář. Svou živnost tu provozuje i lidové léčitelka.
V roce 2009 zde společnost ČEZ vybudovala dvě větrné elektrárny.

## Turistika
Z Přibyslavi do Věžnice vede zelená turistická stezka dlouhá 8 km, která dále pokračuje kolem rybníka Kukle do Polné. Další cyklotrasa Rušinov – Polná protíná Šlapanov i Věžnici.

## Obyvatelstvo a občanská vybavenost
V místě se poskytuje služby knihovna, pošta, hostinec, dvě prodejny se smíšeným zbožím a prodejna textilu. Škola zde byla obnovena v roce 1991.
K zábavě slouží fotbalové hřiště a kulturní dům.
Sbor dobrovolných hasičů v Dolní Věžnici založili v roce 1890, v Horní Věžnici roku 1910. Německý sbor vybudoval hasičské skladiště a zakoupil motorovou a ruční čtyřkolovou stříkačku s příslušenstvím. Oba sbory měly společného předsedu a zasedání. Po odsunu německých obyvatel byl roku 1946 založen český sbor v Dolních Věžnicích. Na konci 70. let došlo ke sloučení obou sborů. V roce 2013 měl sbor 56 členů, z toho 10 žen.

## Pamětihodnosti

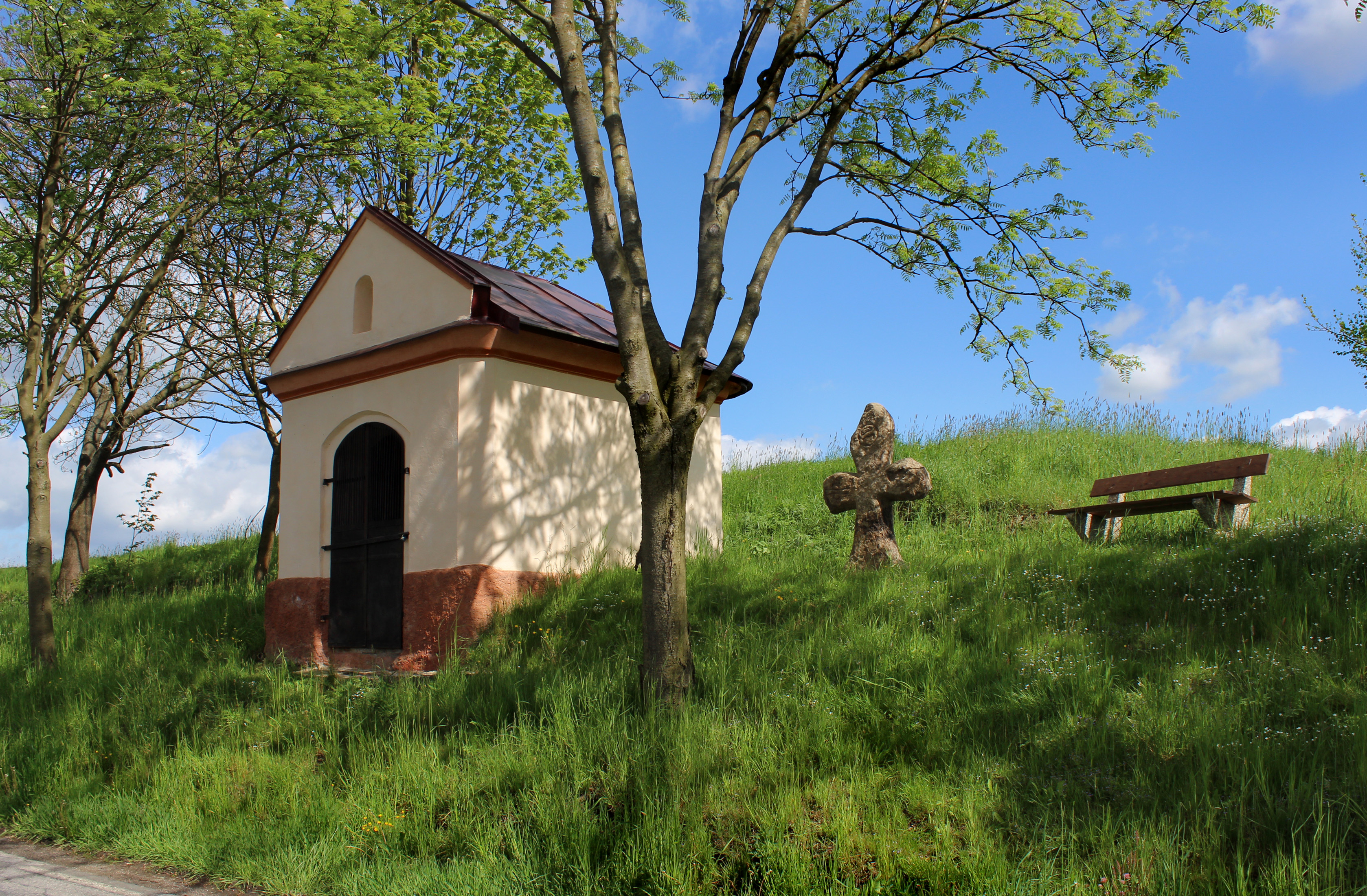
Kaple se smírčím křížem na západním okraji vsi

- Kaple Panny Marie Pomocnice křesťanů a blahoslaveného Adolpha Kolpinga – postavena svépomocí místních v roce 1999[7] podle projektu arch. Martina Laštovičky.[14]
- Kamenný kříž - pochází z 15. století, je nejmohutnější na Polensku,[7] stojí na konci vsi ve směru na Šlapanov, mluví se o něm v několika místních pověstech, je zdobený neznámými symboly.
- Klábenešova kaplička – stojí v blízkosti kamenného kříže
- Socha sv. Jana Nepomuckého – z roku 1767
- Barokní sloup se čtyřmi obrazy světců
- Kamenný most „Lutrián“ – stojí severozápadním směrem asi 1 km od obce, klene se přes Šlapanku, pochází asi ze 14. až 15. století[7], též nazývaný Lutrián dle blízkého mlýna,[15] měla přes něj vést Haberská stezka, po které měl do Čech přijít Metoděj[16]
- mlýn zvaný „Lutrián“

## Kultura
Obecní úřad již několik let vydává „Věžnický občasník“ a od roku 1993 informuje občany pomocí kabelové televize. V roce 1999 zdejší nakladatelství vydalo čtyři emise barevných pohlednic a brožurku o historii obce a stavbě kaple „Věžnice“, kterou vytvořili Ing. Josef Málek a Josef Fuit.

## Významné osobnosti
Ve Věžnici se narodil Jan Štohanzl (1925–1995), lidový řezbář, autor pozoruhodných plastik, sošek a betlémů.

## Další fotografie

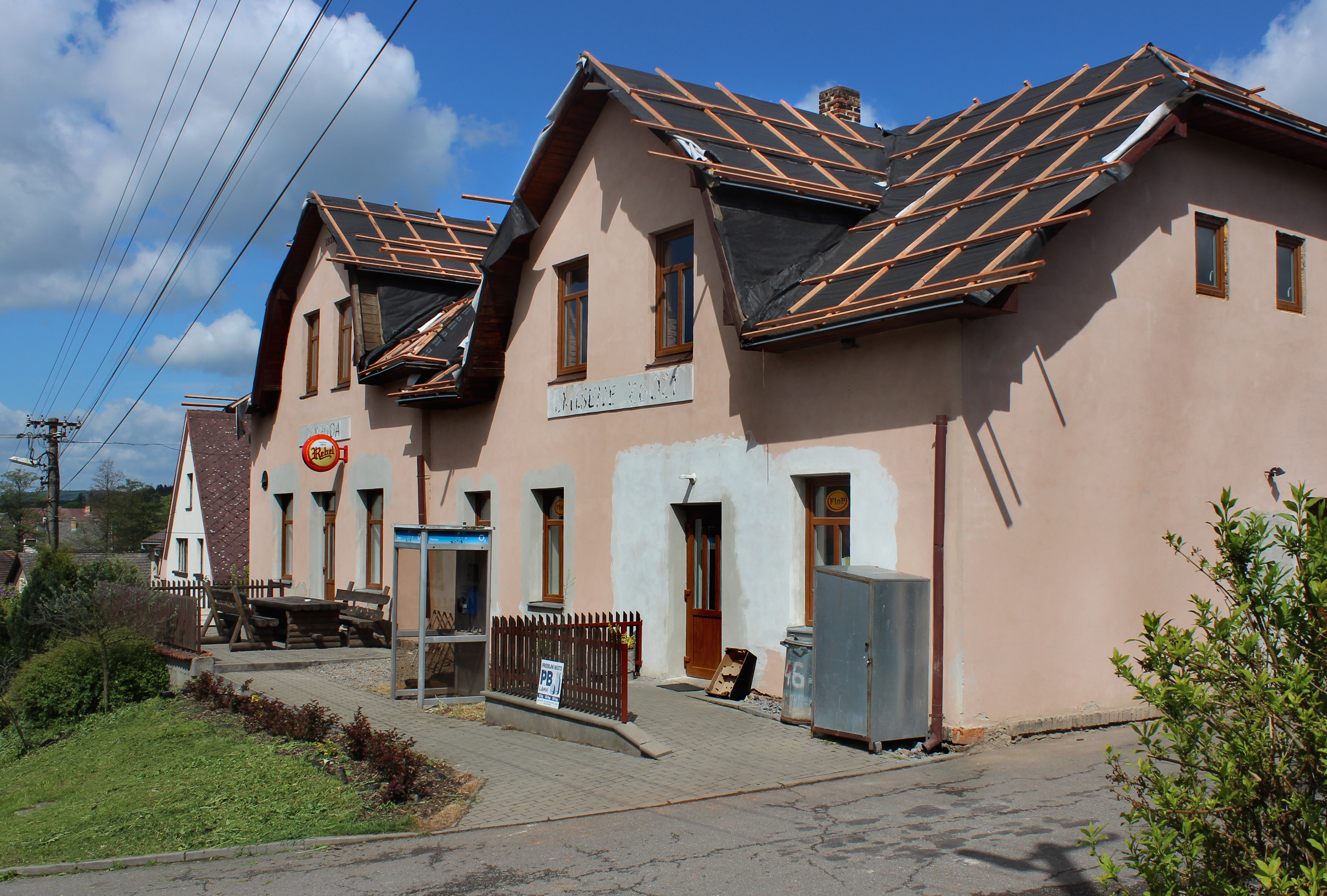
Hospoda a obchod v Horní Věžnici
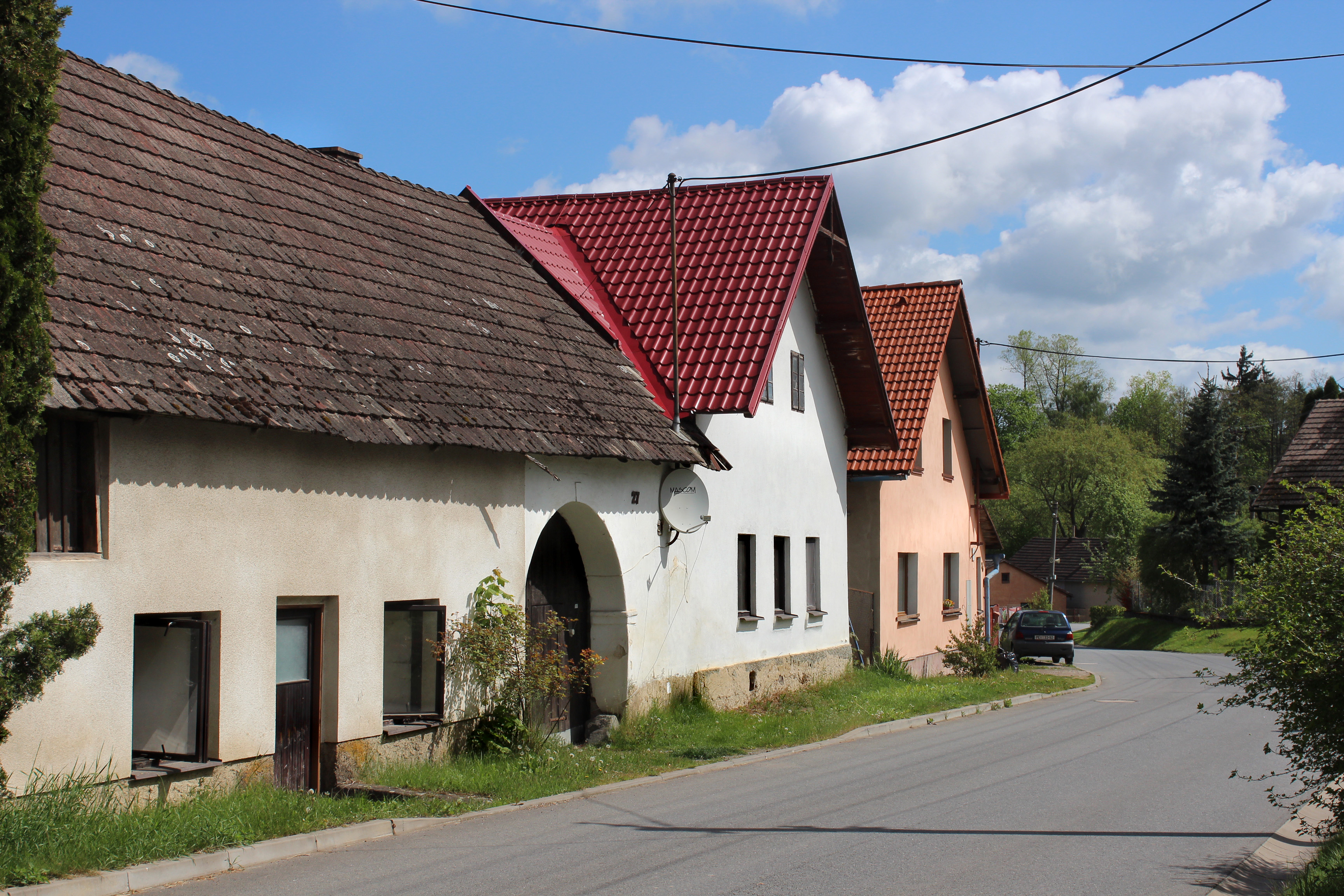
Prostřední Věžnice
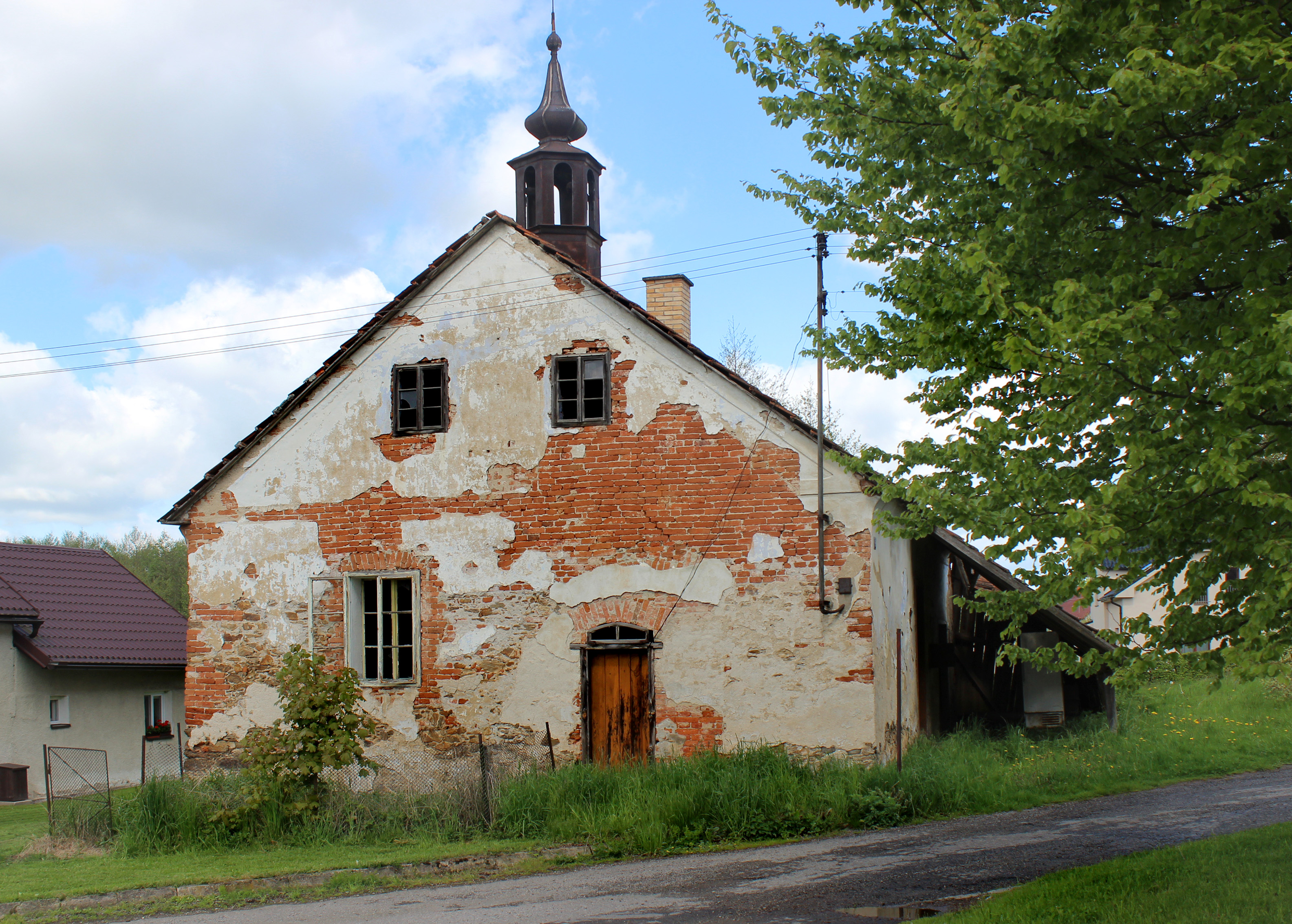
Ruiny
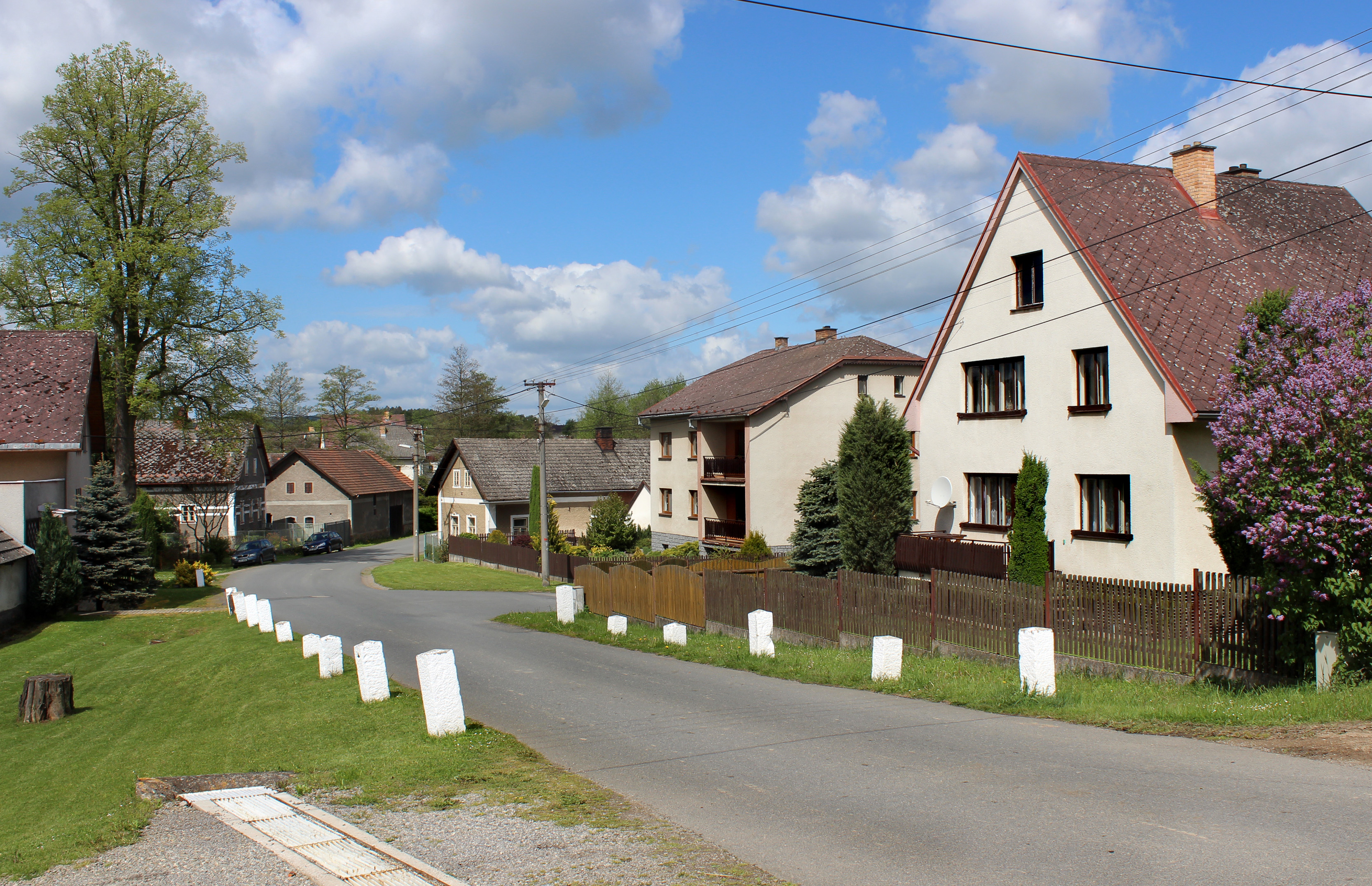
Východní Věžnice